# وایکرسدورف ام اشتاینفلد
وایکرسدورف ام اشتاینفلد (به آلمانی: Weikersdorf am Steinfelde) یک منطقهٔ مسکونی در اتریش است که در ناحیه وینر نوی‌اشتات-لاند واقع شده‌است. وایکرسدورف ام اشتاینفلد ۱۴٫۲۱ کیلومتر مربع مساحت دارد ۳۰۷ متر بالاتر از سطح دریا واقع شده‌است.